# Age of Winters
Age of Winters es el álbum debut de la banda de Heavy metal The Sword, lanzado a la venta el 14 de febrero de 2006.

## Lista de canciones
1. "Celestial Crown" (instrumental) – 1:57
2. "Barael's Blade" – 2:48
3. "Freya" – 4:34
4. "Winter's Wolves" – 4:36
5. "The Horned Goddess" – 5:01
6. "Iron Swan" – 5:46
7. "Lament for the Aurochs" – 7:59
8. "March of the Lor" (instrumental) – 4:41
9. "Ebethron" – 5:35

- Datos: Q2826527